# Алисия Хименес Бартлет
Алисия Хименес Бартлет (на испански: Alicia Giménez Bartlett) е испанска филоложка и писателка на произведения в жанра криминален роман, исторически роман и документалистика.

## Биография и творчество
Алисия Хименес Бартлет е родена на 10 юни 1951 г. в Алманса, Албасете, Испания. Баща ѝ е железничар. Отраства в Тортоса и завършва гимназия там. Следва английска филология в университета на Валенсия и получава през 1981 г. докторска степен по испанска филология от университета на Барселона с дисертацията на тема „Разказът на Гонсало Торенте Балестер“. От 1975 г. живее в Барселона, където работи тринадесет години като учител по испанска литература.
Първият ѝ роман „Изход“ е издаден през 1984 г. През 1997 г. е издаден романът ѝ „Една чужда стая“, който пресъздава напрежението между лесбийската писателка Вирджиния Улф и нейната прислужница Нели. Романът печели наградата „Лумен“ за жени писателки.
Вдъхновена от произведенията на Патриша Корнуел („Двойни убийства“) решава да пише криминални романи. Първият ѝ роман „Ритуали на смъртта“ от поредицата „Петра Деликадо“ е издаден през 1996 г. В поредицата главната героиня, полицейски инспектор Петра Деликадо, заедно с помощник-инспектор Фермин Гарсон разследват различни сложни случаи на убийства. С образа на инспекторката писателката е пионер във внасянето на женска и феминистка перспектива в испанския детективски роман. Петра Деликадо има три брака, изневерява и не иска да има деца, с което нарушава много традиционни стереотипи за женственост. Поредицата ѝ носи различни награди, включително наградата „Реймънд Чандлър“ през 2008 г. Поредицата е екранизирана през 1999 г. в сериала „Петра Деликадо“ с участието на Ана Белен и Сантяго Сегура, и през 2020 – 2022 г. в сериала „Петра“ с участието на Паола Кортелези и Андреа Пенаки.
Печели наградата „Надал“ за книгата си „Където никой няма да те намери“ от 2011 г., исторически роман за живота на партизанката хермафродит от маките Тереза Пла Месегуер, с псевдоним La Pastora, действаща в горите на Тортоса, която се включва в партизанското движение след като е изнасилена през 1949 г. от франкистите.
През 2015 г. печели наградата „Планета“ за романа си „Голи мъже“. Историята е разположена в света на лесбийството и хомосексуализма, описвайки начините, по които житейските разочарования, икономическо и лично опустошение, могат да накарат хората да направят неща, които никога не биха си представили. През 2019 г. тя участва в журито на наградите „Планета“, когато наградата е присъдена на Гийермо Мартинес.
Авторка е и на две документални книги – „Мистерията на половете“ и „Дългът на Ева“.
Алисия Хименес Бартлет живее край Барселона.

## Произведения

### Самостоятелни романи
- Exit (1984)[2][3]
- Pájaros de oro (1987)
- Caídos en el valle (1989)
- El cuarto corazón (1991)
- Vida sentimental de un camionero (1993)
- La última copa del verano (1995)
- Una habitación ajena (1997) – награда „Лумен за жени“[1]
- Secreta Penélope (2003)
- Días de amor y engaños (2006)
- Donde nadie te encuentre (2011) – награда „Надал“
Където никой няма да те намери, изд.: ИК „Колибри“, София (2013), прев. Захари Омайников
- Hombres desnudos (2015) – награда „Планета“[1]
- La presidenta (2022)

### Поредица „Петра Деликадо“ (Petra Delicado)
1. Ritos de muerte (1996)[1][2][3]
2. Día de perros (1997)
Кучешки дни, изд.: ИК „Колибри“, София (2011), прев. Захари Омайников
3. Mensajeros de la oscuridad (1999)
4. Muertos de papel (2000)
Хартиени мъртъвци, изд.: ИК „Колибри“, София (2007), прев. Захари Омайников
5. Serpientes en el paraíso (2002)
6. Un barco cargado de arroz (2004)
7. Nido vacío (2007)
8. El silencio de los claustros (2009)
9. Nadie quiere saber (2013)
Никой не иска да знае, изд.: ИК „Колибри“, София (2015), прев. Захари Омайников
10. Crímenes que no olvidaré (2015)
11. Mi querido asesino en serie (2017)
12. Sin muertos (2020)

### Документалистика
- El misterio de los sexos (2000)[2]
- La deuda de Eva (2002)

### Екранизации
- 1999 Petra Delicado – тв сериал, 13 епизода
- 2003 Tiempo de tormenta
- 2020 – 2022 Petra – тв минисериал, 5 епизода